# ラディコンドリ
ラディコンドリ (伊: Castellina in Chianti) は、イタリア共和国トスカーナ州シエーナ県にある、人口約1,000人の基礎自治体（コムーネ）。

## 地理

### 位置・広がり

#### 隣接コムーネ
隣接するコムーネは以下の通り。括弧内のPIはピサ県、GRはグロッセート県所属を示す。
- カーゾレ・デルザ
- カステルヌオーヴォ・ディ・ヴァル・ディ・チェーチナ (PI)
- キウズディーノ
- モンティエーリ (GR)
- ポマランチェ (PI)

### 気候分類・地震分類
ラディコンドリにおけるイタリアの気候分類 (it) および度日は、zona E, 2261 GGである。
また、イタリアの地震リスク階級 (it) では、zona 3 (sismicità bassa) に分類される。